# UEFA Champions League 2005-2006
La UEFA Champions League 2005-2006 è stata la 51ª edizione del massimo torneo calcistico europeo. Il trofeo è stato vinto dal Barcellona, che nella finale dello Stade de France di Parigi ha sconfitto l'Arsenal per 2-1. Per gli spagnoli si tratta del secondo successo nella competizione, mentre l'Arsenal è arrivato in finale per la prima volta nella sua storia.

## Stagione
Nella stagione 2004-2005 della Premier League le prime quattro classificate furono Chelsea (campione), Manchester Utd, Arsenal ed Everton, la rivale cittadina del Liverpool, il quale si piazzò a sua volta quinto. Le regole UEFA imponevano che in nessun caso una federazione potesse iscrivere più di quattro squadre alla Champions League. Proprio in virtù di tale regola, tutte le principali federazioni europee avevano ipotizzato nei loro regolamenti di accesso alle coppe europee un caso in cui un loro club avesse vinto la Champions League ma non si fosse classificato tra i primi quattro posti (ovvero nel caso in cui ciò si fosse verificato il club in questione avrebbe preso il posto occupato dalla quarta classificata).
La Football Association però non aveva redatto nessuna regola in proposito e pertanto, stando ai suoi regolamenti, il Liverpool campione d'Europa in carica non avrebbe potuto prendere parte alla successiva edizione della Champions League, in quanto non si era classificato nei primi quattro posti. In un primo momento la FA considerò l'ipotesi di iscrivere il Liverpool proprio al posto dell'Everton, ma ciò non fu possibile dato che l'Everton si appellò al regolamento redatto dalla stessa FA.
A quel punto i gallesi The New Saints, qualificatasi per i preliminari di Champions League, offrì al Liverpool la possibilità di uno spareggio, con la vincente che avrebbe partecipato ai preliminari.
La situazione fu alla fine risolta dalla stessa UEFA che, con una deroga valida solo per quel caso, permise alla Football Association di iscrivere una quinta squadra, cosicché i Reds poterono partecipare alla competizione, partendo però dal primo turno di qualificazione, dove a seguito di una coincidenza trovarono proprio i gallesi del TNS che si erano offerti di lasciar loro il posto. Per la prima volta nella storia della competizione, cinque squadre della stessa nazione partecipano a questo torneo.

## Primo turno preliminare
Le partite di andata si sono svolte il 12 e 13 luglio, quelle di ritorno il 19 e 20 luglio 2005.
| Squadra 1        | Totale | Squadra 2            | Andata | Ritorno   |
| ---------------- | ------ | -------------------- | ------ | --------- |
| Levadia Tallinn  | 1-2    | Dinamo Tbilisi       | 1-0    | 0-2       |
| Qairat           | 3-4    | Artmedia Bratislava  | 2-0    | 1-4 (dts) |
| Neftçi           | 4-1    | FH Hafnarfjörður     | 2-0    | 2-1       |
| Rabotnički       | 6-1    | Skonto Riga          | 6-0    | 0-1       |
| Dinamo Minsk     | 1-2    | Anorthosis Famagosta | 1-1    | 0-1       |
| Sliema Wanderers | 1-6    | Sheriff Tiraspol     | 1-4    | 0-2       |
| HB               | 2-8    | Kaunas               | 2-4    | 0-4       |
| Liverpool        | 6-0    | TNS                  | 3-0    | 3-0       |
| Haka             | 3-2    | Pyunik               | 1-0    | 2-2       |
| Gorica           | 2-3    | Tirana               | 2-0    | 0-3       |
| Glentoran        | 2-6    | Shelbourne           | 1-2    | 1-4       |
| F91 Dudelange    | 4-1    | Zrinjski Mostar      | 0-1    | 4-0 (dts) |

## Secondo turno preliminare
Le partite di andata si sono svolte il 26 e 27 luglio, quelle di ritorno il 2 e 3 agosto 2005.
| Squadra 1            | Totale | Squadra 2        | Andata | Ritorno |
| -------------------- | ------ | ---------------- | ------ | ------- |
| Kaunas               | 1-5    | Liverpool        | 1-3    | 0-2     |
| Dinamo Tbilisi       | 1-5    | Brøndby          | 0-2    | 1-3     |
| Partizan Belgrado    | 2-0    | Sheriff Tiraspol | 1-0    | 1-0     |
| Debrecen             | 8-0    | Hajduk Spalato   | 3-0    | 5-0     |
| Artmedia Bratislava  | 5-4    | Celtic Glasgow   | 5-0    | 0-4     |
| Tirana               | 0-4    | CSKA Sofia       | 0-2    | 0-2     |
| Anderlecht           | 5-1    | Neftçi           | 5-0    | 0-1     |
| Vålerenga            | 5-1    | Haka             | 1-0    | 4-1     |
| Rabotnički           | 1-3    | Lokomotiv Mosca  | 1-1    | 0-2     |
| F91 Dudelange        | 3-9    | Rapid Vienna     | 1-6    | 2-3     |
| Dinamo Kiev          | 2-3    | Thun             | 2-2    | 0-1     |
| Malmö FF             | 5-4    | Maccabi Haifa    | 3-2    | 2-2     |
| Shelbourne           | 1-4    | Steaua Bucarest  | 0-0    | 1-4     |
| Anorthosis Famagosta | 3-2    | Trabzonspor      | 3-1    | 0-1     |

## Terzo turno preliminare
Le partite di andata si sono svolte il 9 e 10 agosto, quelle di ritorno il 23 e 24 agosto 2005.
| Squadra 1            | Totale        | Squadra 2         | Andata | Ritorno |
| -------------------- | ------------- | ----------------- | ------ | ------- |
| Wisła Cracovia       | 4-5           | Panathīnaïkos     | 3-1    | 1-4     |
| Betis Siviglia       | 3-2           | Monaco            | 1-0    | 2-2     |
| Vålerenga            | 1-1 (3-4 dtr) | Club Bruges       | 1-0    | 0-1     |
| Manchester Utd       | 6-0           | Debrecen          | 3-0    | 3-0     |
| Everton              | 2-4           | Villarreal        | 1-2    | 1-2     |
| Anorthosis Famagosta | 1-4           | Rangers           | 1-2    | 0-2     |
| Steaua Bucarest      | 3-4           | Rosenborg         | 1-1    | 2-3     |
| Rapid Vienna         | 2-1           | Lokomotiv Mosca   | 1-1    | 1-0     |
| Artmedia Bratislava  | 0-0 (4-3 dtr) | Partizan Belgrado | 0-0    | 0-0     |
| CSKA Sofia           | 2-3           | Liverpool         | 1-3    | 1-0     |
| Sporting Lisbona     | 2-4           | Udinese           | 0-1    | 2-3     |
| Malmö FF             | 0-4           | Thun              | 0-1    | 0-3     |
| Šachtar Donec'k      | 1-3           | Inter             | 0-2    | 1-1     |
| Basilea              | 2-4           | Werder Brema      | 2-1    | 0-3     |
| Brøndby              | 3-5           | Ajax              | 2-2    | 1-3     |
| Anderlecht           | 4-1           | Slavia Praga      | 2-1    | 2-0     |

## Fase a gironi

### Sorteggio
Per stabilire la composizione degli otto gruppi, le squadre qualificate sono state suddivise in quattro fasce in base al ranking UEFA 2005.
In fase di sorteggio, ogni gruppo è stato formato da una testa di serie più altre tre squadre ciascuna appartenente a una fascia diversa (non potevano però essere sorteggiate nello stesso gruppo squadre provenienti dalla medesima nazione; tale regola, però, non fu applicata nel Gruppo G, in cui Liverpool e Chelsea finirono nello stesso girone, poiché il Liverpool era considerato "apolide", in ragione dello speciale lasciapassare che gli era stato riservato dall'UEFA in qualità di detentore del trofeo).
Il risultato del sorteggio è stato il seguente:
| Gruppo | Fascia 1       | Fascia 2        | Fascia 3     | Fascia 4            |
| ------ | -------------- | --------------- | ------------ | ------------------- |
| A      | Bayern Monaco  | Juventus        | Club Bruges  | Rapid Vienna        |
| B      | Arsenal        | Ajax            | Sparta Praga | Thun                |
| C      | Barcellona     | Panathīnaïkos   | Werder Brema | Udinese             |
| D      | Manchester Utd | Villarreal      | Lilla        | Benfica             |
| E      | Milan          | PSV             | Schalke 04   | Fenerbahçe          |
| F      | Real Madrid    | Olympique Lione | Olympiacos   | Rosenborg           |
| G      | Liverpool      | Chelsea         | Anderlecht   | Betis               |
| H      | Inter          | Porto           | Rangers      | Artmedia Bratislava |

### Gruppo A
| Squadra          | Punti | G | V | Pa | Pe | GF | GS | DR  |
| ---------------- | ----- | - | - | -- | -- | -- | -- | --- |
| 1. Juventus      | 15    | 6 | 5 | 0  | 1  | 12 | 5  | +7  |
| 2. Bayern Monaco | 13    | 6 | 4 | 1  | 1  | 10 | 4  | +6  |
| 3. Club Bruges   | 7     | 6 | 2 | 1  | 3  | 6  | 7  | −1  |
| 4. Rapid Vienna  | 0     | 6 | 0 | 0  | 6  | 3  | 15 | −12 |

| Prima giornata 14 settembre 2005   |     |               |                      |
| Bruges                             | 1–2 | Juventus      | Jan Breydel Stadion  |
| Rapid Vienna                       | 0–1 | Bayern Monaco | Ernst Happel Stadion |
| Seconda giornata 27 settembre 2005 |     |               |                      |
| Bayern Monaco                      | 1–0 | Bruges        | Allianz Arena        |
| Juventus                           | 3–0 | Rapid Vienna  | Stadio delle Alpi    |
| Terza giornata 18 ottobre 2005     |     |               |                      |
| Bayern Monaco                      | 2–1 | Juventus      | Allianz Arena        |
| Rapid Vienna                       | 0–1 | Bruges        | Ernst Happel Stadion |
| Quarta giornata 2 novembre 2005    |     |               |                      |
| Bruges                             | 3–2 | Rapid Vienna  | Jan Breydel Stadion  |
| Juventus                           | 2–1 | Bayern Monaco | Stadio delle Alpi    |
| Quinta giornata 22 novembre 2005   |     |               |                      |
| Bayern Monaco                      | 4–0 | Rapid Vienna  | Allianz Arena        |
| Juventus                           | 1–0 | Bruges        | Stadio delle Alpi    |
| Sesta giornata 7 dicembre 2005     |     |               |                      |
| Rapid Vienna                       | 1–3 | Juventus      | Ernst Happel Stadion |
| Bruges                             | 1–1 | Bayern Monaco | Jan Breydel Stadion  |

### Gruppo B
| Squadra         | Punti | G | V | Pa | Pe | GF | GS | DR |
| --------------- | ----- | - | - | -- | -- | -- | -- | -- |
| 1. Arsenal      | 16    | 6 | 5 | 1  | 0  | 10 | 2  | +8 |
| 2. Ajax         | 11    | 6 | 3 | 2  | 1  | 10 | 6  | +4 |
| 3. Thun         | 4     | 6 | 1 | 1  | 4  | 4  | 9  | −5 |
| 4. Sparta Praga | 2     | 6 | 0 | 2  | 4  | 2  | 9  | −7 |

| Prima giornata 14 settembre 2005   |     |              |                 |
| Arsenal                            | 2–1 | Thun         | Arsenal Stadium |
| Sparta Praga                       | 1–1 | Ajax         | Toyota Arena    |
| Seconda giornata 27 settembre 2005 |     |              |                 |
| Ajax                               | 1–2 | Arsenal      | Amsterdam ArenA |
| Thun                               | 1–0 | Sparta Praga | Stade de Suisse |
| Terza giornata 18 ottobre 2005     |     |              |                 |
| Ajax                               | 2–0 | Thun         | Amsterdam ArenA |
| Sparta Praga                       | 0–2 | Arsenal      | Toyota Arena    |
| Quarta giornata 2 novembre 2005    |     |              |                 |
| Arsenal                            | 3–0 | Sparta Praga | Arsenal Stadium |
| Thun                               | 2–4 | Ajax         | Stade de Suisse |
| Quinta giornata 22 novembre 2005   |     |              |                 |
| Ajax                               | 2–1 | Sparta Praga | Amsterdam ArenA |
| Thun                               | 0–1 | Arsenal      | Stade de Suisse |
| Sesta giornata 7 dicembre 2005     |     |              |                 |
| Arsenal                            | 0–0 | Ajax         | Arsenal Stadium |
| Sparta Praga                       | 0–0 | Thun         | Toyota Arena    |

### Gruppo C
| Squadra          | Punti | G | V | Pa | Pe | GF | GS | DR  |
| ---------------- | ----- | - | - | -- | -- | -- | -- | --- |
| 1. Barcellona    | 16    | 6 | 5 | 1  | 0  | 16 | 2  | +14 |
| 2. Werder Brema  | 7     | 6 | 2 | 1  | 3  | 12 | 12 | 0   |
| 3. Udinese       | 7     | 6 | 2 | 1  | 3  | 10 | 12 | −2  |
| 4. Panathīnaïkos | 4     | 6 | 1 | 1  | 4  | 4  | 16 | −12 |

| Prima giornata 14 settembre 2005   |     |               |               |
| Udinese                            | 3–0 | Panathinaikos | Stadio Friuli |
| Werder Brema                       | 0–2 | Barcellona    | Weserstadion  |
| Seconda giornata 27 settembre 2005 |     |               |               |
| Barcellona                         | 4–1 | Udinese       | Camp Nou      |
| Panathinaikos                      | 2–1 | Werder Brema  | Spyros Louis  |
| Terza giornata 18 ottobre 2005     |     |               |               |
| Panathinaikos                      | 0–0 | Barcellona    | Spyros Louis  |
| Udinese                            | 1–1 | Werder Brema  | Stadio Friuli |
| Quarta giornata 2 novembre 2005    |     |               |               |
| Barcellona                         | 5–0 | Panathinaikos | Camp Nou      |
| Werder Brema                       | 4–3 | Udinese       | Weserstadion  |
| Quinta giornata 22 novembre 2005   |     |               |               |
| Panathinaikos                      | 1–2 | Udinese       | Spyros Louis  |
| Barcellona                         | 3–1 | Werder Brema  | Camp Nou      |
| Sesta giornata 7 dicembre 2005     |     |               |               |
| Udinese                            | 0–2 | Barcellona    | Stadio Friuli |
| Werder Brema                       | 5–1 | Panathinaikos | Weserstadion  |

### Gruppo D
| Squadra           | Punti | G | V | Pa | Pe | GF | GS | DR |
| ----------------- | ----- | - | - | -- | -- | -- | -- | -- |
| 1. Villarreal     | 10    | 6 | 2 | 4  | 0  | 3  | 1  | +2 |
| 2. Benfica        | 8     | 6 | 2 | 2  | 2  | 5  | 5  | 0  |
| 3. Lilla          | 6     | 6 | 1 | 3  | 2  | 1  | 2  | −1 |
| 4. Manchester Utd | 6     | 6 | 1 | 3  | 2  | 3  | 4  | −1 |

| Prima giornata 14 settembre 2005   |     |                   |                 |
| Villarreal                         | 0–0 | Manchester United | El Madrigal     |
| Benfica                            | 1–0 | Lilla             | Estádio da Luz  |
| Seconda giornata 27 settembre 2005 |     |                   |                 |
| Lilla                              | 0–0 | Villarreal        | Stade de France |
| Manchester United                  | 2–1 | Benfica           | Old Trafford    |
| Terza giornata 18 ottobre 2005     |     |                   |                 |
| Manchester United                  | 0–0 | Lilla             | Old Trafford    |
| Villarreal                         | 1–1 | Benfica           | El Madrigal     |
| Quarta giornata 2 novembre 2005    |     |                   |                 |
| Lilla                              | 1–0 | Manchester United | Stade de France |
| Benfica                            | 0–1 | Villarreal        | Estádio da Luz  |
| Quinta giornata 22 novembre 2005   |     |                   |                 |
| Manchester United                  | 0–0 | Villarreal        | Old Trafford    |
| Lilla                              | 0–0 | Benfica           | Stade de France |
| Sesta giornata 7 dicembre 2005     |     |                   |                 |
| Villarreal                         | 1–0 | Lilla             | El Madrigal     |
| Benfica                            | 2–1 | Manchester United | Estádio da Luz  |

### Gruppo E
| Squadra       | Punti | G | V | Pa | Pe | GF | GS | DR |
| ------------- | ----- | - | - | -- | -- | -- | -- | -- |
| 1. Milan      | 11    | 6 | 3 | 2  | 1  | 12 | 6  | +6 |
| 2. PSV        | 10    | 6 | 3 | 1  | 2  | 4  | 6  | −2 |
| 3. Schalke 04 | 8     | 6 | 2 | 2  | 2  | 12 | 9  | +3 |
| 4. Fenerbahçe | 4     | 6 | 1 | 1  | 4  | 7  | 14 | −7 |

| Prima giornata 13 settembre 2005   |     |            |                                    |
| Milan                              | 3–1 | Fenerbahçe | Stadio Giuseppe Meazza di San Siro |
| PSV                                | 1–0 | Schalke 04 | Philips Stadion                    |
| Seconda giornata 28 settembre 2005 |     |            |                                    |
| Schalke 04                         | 2–2 | Milan      | Veltins-Arena                      |
| Fenerbahçe                         | 3–0 | PSV        | Stadio Şükrü Saraçoğlu             |
| Terza giornata 19 ottobre 2005     |     |            |                                    |
| Fenerbahçe                         | 3–3 | Schalke 04 | Stadio Şükrü Saraçoğlu             |
| Milan                              | 0–0 | PSV        | Stadio Giuseppe Meazza di San Siro |
| Quarta giornata 1º novembre 2005   |     |            |                                    |
| Schalke 04                         | 2–0 | Fenerbahçe | Veltins-Arena                      |
| PSV                                | 1–0 | Milan      | Philips Stadion                    |
| Quinta giornata 23 novembre 2005   |     |            |                                    |
| Fenerbahçe                         | 0–4 | Milan      | Stadio Şükrü Saraçoğlu             |
| Schalke 04                         | 3–0 | PSV        | Veltins-Arena                      |
| Sesta giornata 6 dicembre 2005     |     |            |                                    |
| Milan                              | 3–2 | Schalke 04 | Stadio Giuseppe Meazza di San Siro |
| PSV                                | 2–0 | Fenerbahçe | Philips Stadion                    |

### Gruppo F
| Squadra        | Punti | G | V | Pa | Pe | GF | GS | DR |
| -------------- | ----- | - | - | -- | -- | -- | -- | -- |
| 1. Lione       | 16    | 6 | 5 | 1  | 0  | 13 | 4  | +9 |
| 2. Real Madrid | 10    | 6 | 3 | 1  | 2  | 10 | 8  | +2 |
| 3. Rosenborg   | 4     | 6 | 1 | 1  | 4  | 6  | 11 | −5 |
| 4. Olympiacos  | 4     | 6 | 1 | 1  | 4  | 7  | 13 | −6 |

| Prima giornata 13 settembre 2005   |     |             |                    |
| Lione                              | 3–0 | Real Madrid | Stade de Gerland   |
| Olympiakos                         | 1–3 | Rosenborg   | Stadio Karaiskákis |
| Seconda giornata 28 settembre 2005 |     |             |                    |
| Rosenborg                          | 0–1 | Lione       | Lerkendal Stadion  |
| Real Madrid                        | 2–1 | Olympiakos  | Santiago Bernabéu  |
| Terza giornata 19 ottobre 2005     |     |             |                    |
| Real Madrid                        | 4–1 | Rosenborg   | Santiago Bernabéu  |
| Lione                              | 2–1 | Olympiakos  | Stade de Gerland   |
| Quarta giornata 1º novembre 2005   |     |             |                    |
| Rosenborg                          | 0–2 | Real Madrid | Lerkendal Stadion  |
| Olympiakos                         | 1–4 | Lione       | Stadio Karaiskákis |
| Quinta giornata 22 novembre 2005   |     |             |                    |
| Real Madrid                        | 1–1 | Lione       | Santiago Bernabéu  |
| Rosenborg                          | 1–1 | Olympiakos  | Lerkendal Stadion  |
| Sesta giornata 6 dicembre 2005     |     |             |                    |
| Lione                              | 2–1 | Rosenborg   | Stade de Gerland   |
| Olympiakos                         | 2–1 | Real Madrid | Stadio Karaiskákis |

### Gruppo G
| Squadra                | Punti | G | V | Pa | Pe | GF | GS | DR |
| ---------------------- | ----- | - | - | -- | -- | -- | -- | -- |
| 1. Liverpool           | 12    | 6 | 3 | 3  | 0  | 6  | 1  | +5 |
| 2. Chelsea             | 11    | 6 | 3 | 2  | 1  | 7  | 1  | +6 |
| 3. Real Betis Balompié | 7     | 6 | 2 | 1  | 3  | 3  | 7  | −4 |
| 4. Anderlecht          | 3     | 6 | 1 | 0  | 5  | 1  | 8  | −7 |

| Prima giornata 13 settembre 2005   |     |            |                               |
| Chelsea                            | 1–0 | Anderlecht | Stamford Bridge               |
| Real Betis                         | 1–2 | Liverpool  | Ruíz de Lopera                |
| Seconda giornata 28 settembre 2005 |     |            |                               |
| Liverpool                          | 0–0 | Chelsea    | Anfield                       |
| Anderlecht                         | 0–1 | Real Betis | Constant Vanden Stock Stadium |
| Terza giornata 19 ottobre 2005     |     |            |                               |
| Anderlecht                         | 0–1 | Liverpool  | Constant Vanden Stock Stadium |
| Chelsea                            | 4–0 | Real Betis | Stamford Bridge               |
| Quarta giornata 1º novembre 2005   |     |            |                               |
| Liverpool                          | 3–0 | Anderlecht | Anfield                       |
| Real Betis                         | 1–0 | Chelsea    | Ruíz de Lopera                |
| Quinta giornata 23 novembre 2005   |     |            |                               |
| Anderlecht                         | 0–2 | Chelsea    | Constant Vanden Stock Stadium |
| Liverpool                          | 0–0 | Real Betis | Anfield                       |
| Sesta giornata 6 dicembre 2005     |     |            |                               |
| Chelsea                            | 0–0 | Liverpool  | Stamford Bridge               |
| Real Betis                         | 0–1 | Anderlecht | Ruíz de Lopera                |

### Gruppo H
| Squadra                | Punti | G | V | Pa | Pe | GF | GS | DR |
| ---------------------- | ----- | - | - | -- | -- | -- | -- | -- |
| 1. Inter               | 13    | 6 | 4 | 1  | 1  | 9  | 4  | +5 |
| 2. Rangers             | 7     | 6 | 1 | 4  | 1  | 7  | 7  | 0  |
| 3. Artmedia Bratislava | 6     | 6 | 1 | 3  | 2  | 5  | 9  | −4 |
| 4. Porto               | 5     | 6 | 1 | 2  | 3  | 8  | 9  | −1 |

| Prima giornata 13 settembre 2005   |     |                     |                                    |
| Rangers                            | 3–2 | Porto               | Ibrox Stadium                      |
| Artmedia Bratislava                | 0–1 | Inter               | Tehelné pole                       |
| Seconda giornata 28 settembre 2005 |     |                     |                                    |
| Inter                              | 1–0 | Rangers             | Stadio Giuseppe Meazza di San Siro |
| Porto                              | 2–3 | Artmedia Bratislava | Estádio do Dragão                  |
| Terza giornata 19 ottobre 2005     |     |                     |                                    |
| Porto                              | 2–0 | Inter               | Estádio do Dragão                  |
| Rangers                            | 0–0 | Artmedia Bratislava | Ibrox Stadium                      |
| Quarta giornata 1º novembre 2005   |     |                     |                                    |
| Inter                              | 2–1 | Porto               | Stadio Giuseppe Meazza di San Siro |
| Artmedia Bratislava                | 2–2 | Rangers             | Tehelné pole                       |
| Quinta giornata 23 novembre 2005   |     |                     |                                    |
| Porto                              | 1–1 | Rangers             | Estádio do Dragão                  |
| Inter                              | 4–0 | Artmedia Bratislava | Stadio Giuseppe Meazza di San Siro |
| Sesta giornata 6 dicembre 2005     |     |                     |                                    |
| Rangers                            | 1–1 | Inter               | Ibrox Stadium                      |
| Artmedia Bratislava                | 0–0 | Porto               | Tehelné pole                       |

## Fase a eliminazione diretta
|  | Ottavi di finale | Ottavi di finale | Ottavi di finale | Ottavi di finale |   |         | Quarti di finale | Quarti di finale | Quarti di finale | Quarti di finale |  |         | Semifinali | Semifinali | Semifinali | Semifinali |         |   | Finale | Finale |
|  |                  |                  |                  |                  |   |         |                  |                  |                  |                  |  |         |            |            |            |            |         |   |        |        |
|  | Real Madrid      | 0                | 0                | 0                |   |         |                  |                  |                  |                  |  |         |            |            |            |            |         |   |        |        |
|  | Arsenal          | 1                | 0                | 1                |   |         |                  |                  |                  |                  |  |         |            |            |            |            |         |   |        |        |
|  | Arsenal          | 1                | 0                | 1                |   | Arsenal | 2                | 0                | 2                |                  |  |         |            |            |            |            |         |   |        |        |
|  |                  |                  |                  |                  |   | Arsenal | 2                | 0                | 2                |                  |  |         |            |            |            |            |         |   |        |        |
|  |                  | Juventus         | 0                | 0                | 0 |         |                  |                  |                  |                  |  |         |            |            |            |            |         |   |        |        |
|  | Werder Brema     | Juventus         | 0                | 0                | 0 | 3       | 1                | 4                |                  |                  |  |         |            |            |            |            |         |   |        |        |
|  | Werder Brema     |                  |                  |                  |   | 3       | 1                | 4                |                  |                  |  |         |            |            |            |            |         |   |        |        |
|  | Juventus (gfc)   | 2                | 2                | 4                |   |         |                  |                  |                  |                  |  |         |            |            |            |            |         |   |        |        |
|  | Juventus (gfc)   | 2                | 2                | 4                |   |         |                  |                  |                  |                  |  | Arsenal | 1          | 0          | 1          |            |         |   |        |        |
|  |                  |                  |                  |                  |   |         |                  |                  |                  |                  |  | Arsenal | 1          | 0          | 1          |            |         |   |        |        |
|  |                  | Villarreal       | 0                | 0                | 0 |         |                  |                  |                  |                  |  |         |            |            |            |            |         |   |        |        |
|  | Ajax             | Villarreal       | 0                | 0                | 0 | 2       | 0                | 2                |                  |                  |  |         |            |            |            |            |         |   |        |        |
|  | Ajax             |                  |                  |                  |   | 2       | 0                | 2                |                  |                  |  |         |            |            |            |            |         |   |        |        |
|  | Inter            | 2                | 1                | 3                |   |         |                  |                  |                  |                  |  |         |            |            |            |            |         |   |        |        |
|  | Inter            | 2                | 1                | 3                |   | Inter   | 2                | 0                | 2                |                  |  |         |            |            |            |            |         |   |        |        |
|  |                  |                  |                  |                  |   | Inter   | 2                | 0                | 2                |                  |  |         |            |            |            |            |         |   |        |        |
|  |                  | Villarreal (gfc) | 1                | 1                | 2 |         |                  |                  |                  |                  |  |         |            |            |            |            |         |   |        |        |
|  | Rangers          | Villarreal (gfc) | 1                | 1                | 2 | 2       | 1                | 3                |                  |                  |  |         |            |            |            |            |         |   |        |        |
|  | Rangers          |                  |                  |                  |   | 2       | 1                | 3                |                  |                  |  |         |            |            |            |            |         |   |        |        |
|  | Villarreal (gfc) | 2                | 1                | 3                |   |         |                  |                  |                  |                  |  |         |            |            |            |            |         |   |        |        |
|  | Villarreal (gfc) | 2                | 1                | 3                |   |         |                  |                  |                  |                  |  |         |            |            |            |            | Arsenal | 1 |        |        |
|  |                  |                  |                  |                  |   |         |                  |                  |                  |                  |  |         |            |            |            |            |         | 1 |        |        |
|  |                  | Barcellona       | 2                |                  |   |         |                  |                  |                  |                  |  |         |            |            |            |            |         |   |        |        |
|  | PSV              | Barcellona       | 2                | 0                | 0 | 0       |                  |                  |                  |                  |  |         |            |            |            |            |         |   |        |        |
|  | PSV              |                  |                  | 0                | 0 | 0       |                  |                  |                  |                  |  |         |            |            |            |            |         |   |        |        |
|  | Lione            | 1                | 4                | 5                |   |         |                  |                  |                  |                  |  |         |            |            |            |            |         |   |        |        |
|  | Lione            | 1                | 4                | 5                |   | Lione   | 0                | 1                | 1                |                  |  |         |            |            |            |            |         |   |        |        |
|  |                  |                  |                  |                  |   | Lione   | 0                | 1                | 1                |                  |  |         |            |            |            |            |         |   |        |        |
|  |                  | Milan            | 0                | 3                | 3 |         |                  |                  |                  |                  |  |         |            |            |            |            |         |   |        |        |
|  | Bayern Monaco    | Milan            | 0                | 3                | 3 | 1       | 1                | 2                |                  |                  |  |         |            |            |            |            |         |   |        |        |
|  | Bayern Monaco    |                  |                  |                  |   | 1       | 1                | 2                |                  |                  |  |         |            |            |            |            |         |   |        |        |
|  | Milan            | 1                | 4                | 5                |   |         |                  |                  |                  |                  |  |         |            |            |            |            |         |   |        |        |
|  | Milan            | 1                | 4                | 5                |   |         |                  |                  |                  |                  |  | Milan   | 0          | 0          | 0          |            |         |   |        |        |
|  |                  |                  |                  |                  |   |         |                  |                  |                  |                  |  | Milan   | 0          | 0          | 0          |            |         |   |        |        |
|  |                  | Barcellona       | 1                | 0                | 1 |         |                  |                  |                  |                  |  |         |            |            |            |            |         |   |        |        |
|  | Benfica          | Barcellona       | 1                | 0                | 1 | 1       | 2                | 3                |                  |                  |  |         |            |            |            |            |         |   |        |        |
|  | Benfica          |                  |                  |                  |   | 1       | 2                | 3                |                  |                  |  |         |            |            |            |            |         |   |        |        |
|  | Liverpool        | 0                | 0                | 0                |   |         |                  |                  |                  |                  |  |         |            |            |            |            |         |   |        |        |
|  | Liverpool        | 0                | 0                | 0                |   | Benfica | 0                | 0                | 0                |                  |  |         |            |            |            |            |         |   |        |        |
|  |                  |                  |                  |                  |   | Benfica | 0                | 0                | 0                |                  |  |         |            |            |            |            |         |   |        |        |
|  |                  | Barcellona       | 0                | 2                | 2 |         |                  |                  |                  |                  |  |         |            |            |            |            |         |   |        |        |
|  | Chelsea          | Barcellona       | 0                | 2                | 2 | 1       | 1                | 2                |                  |                  |  |         |            |            |            |            |         |   |        |        |
|  | Chelsea          |                  |                  |                  |   | 1       | 1                | 2                |                  |                  |  |         |            |            |            |            |         |   |        |        |
|  | Barcellona       | 2                | 1                | 3                |   |         |                  |                  |                  |                  |  |         |            |            |            |            |         |   |        |        |

### Ottavi di finale
Le partite di andata si sono svolte il 21 e il 22 febbraio. Il ritorno si è invece svolto il 7, l'8 e il 14 marzo 2006 per Inter - Ajax.
| Squadra 1     | Totale    | Squadra 2  | Andata | Ritorno |
| ------------- | --------- | ---------- | ------ | ------- |
| Chelsea       | 2-3       | Barcellona | 1-2    | 1-1     |
| Real Madrid   | 0-1       | Arsenal    | 0-1    | 0-0     |
| Werder Brema  | 4-4 (gfc) | Juventus   | 3-2    | 1-2     |
| Bayern Monaco | 2-5       | Milan      | 1-1    | 1-4     |
| PSV           | 0-5       | Lione      | 0-1    | 0-4     |
| Ajax          | 2-3       | Inter      | 2-2    | 0-1     |
| Benfica       | 3-0       | Liverpool  | 1-0    | 2-0     |
| Rangers       | 3-3 (gfc) | Villarreal | 2-2    | 1-1     |

### Quarti di finale
Le partite di andata si sono svolte il 28 e 29 marzo, quelle di ritorno il 4 e 5 aprile.
| Squadra 1 | Totale    | Squadra 2  | Andata | Ritorno |
| --------- | --------- | ---------- | ------ | ------- |
| Arsenal   | 2-0       | Juventus   | 2-0    | 0-0     |
| Lione     | 1-3       | Milan      | 0-0    | 1-3     |
| Inter     | 2-2 (gfc) | Villarreal | 2-1    | 0-1     |
| Benfica   | 0-2       | Barcellona | 0-0    | 0-2     |

### Semifinali
Le partite di andata si sono svolte il 18 e 19 aprile, quelle di ritorno il 25 e 26 aprile 2006.
| Squadra 1 | Totale | Squadra 2  | Andata | Ritorno |
| --------- | ------ | ---------- | ------ | ------- |
| Arsenal   | 1-0    | Villarreal | 1-0    | 0-0     |
| Milan     | 0-1    | Barcellona | 0-1    | 0-0     |

### Finale
| Arbitro: | Terje Hauge |

|                        |           |              |
| Eto'o 76’ Belletti 80’ | Marcatori | 37’ Campbell |

| Barcellona | Arsenal |

| Barcellona (4-3-3) |    |                          |       |     |
|                    |    |                          |       |     |
| POR                | 1  | Víctor Valdés            |       |     |
| TD                 | 23 | Oleguer                  | 69’   | 71’ |
| DC                 | 4  | Rafael Márquez           |       |     |
| DC                 | 5  | Carles Puyol (C)         |       |     |
| TS                 | 12 | Giovanni van Bronckhorst |       |     |
| CDC                | 15 | Edmílson                 |       | 46’ |
| CC                 | 20 | Deco                     |       |     |
| CC                 | 17 | Mark van Bommel          |       | 61’ |
| AD                 | 9  | Samuel Eto'o             |       |     |
| ATT                | 8  | Ludovic Giuly            |       |     |
| AS                 | 10 | Ronaldinho               |       |     |
| Sostituzioni:      |    |                          |       |     |
| POR                | 25 | Albert Jorquera          |       |     |
| DIF                | 2  | Juliano Belletti         |       | 71’ |
| DIF                | 16 | Sylvinho                 |       |     |
| CEN                | 3  | Thiago Motta             |       |     |
| CEN                | 6  | Xavi                     |       |     |
| CEN                | 24 | Andrés Iniesta           |       | 46’ |
| ATT                | 7  | Henrik Larsson           | 90+3’ | 61’ |
| Allenatore:        |    |                          |       |     |
| Frank Rijkaard     |    |                          |       |     |

| Arsenal (4-4-2) |    |                    |     |     |
|                 |    |                    |     |     |
| POR             | 1  | Jens Lehmann       | 18’ |     |
| TD              | 27 | Emmanuel Eboué     | 22’ |     |
| DC              | 28 | Kolo Touré         |     |     |
| DC              | 23 | Sol Campbell       |     |     |
| TS              | 3  | Ashley Cole        |     |     |
| ED              | 13 | Aliaksandr Hleb    |     | 85’ |
| CC              | 15 | Cesc Fàbregas      |     | 74’ |
| CC              | 19 | Gilberto Silva     |     |     |
| ES              | 7  | Robert Pirès       |     | 18’ |
| ATT             | 8  | Fredrik Ljungberg  |     |     |
| ATT             | 14 | Thierry Henry (C)  | 51’ |     |
| Sostituzioni:   |    |                    |     |     |
| POR             | 24 | Manuel Almunia     |     | 18’ |
| DIF             | 20 | Philippe Senderos  |     |     |
| DIF             | 22 | Gaël Clichy        |     |     |
| CEN             | 16 | Mathieu Flamini    |     | 74’ |
| ATT             | 9  | José Antonio Reyes |     | 85’ |
| ATT             | 10 | Dennis Bergkamp    |     |     |
| ATT             | 11 | Robin van Persie   |     |     |
| Allenatore:     |    |                    |     |     |
| Arsène Wenger   |    |                    |     |     |

Uomo partita:
- Samuel Eto'o (Barcellona)
Guardalinee:
- Steinar Holvik
- Arild Sundet

Quarto uomo:
- Tom Henning Øvrebø

## Classifica marcatori
Di seguito i migliori marcatori. Sono escluse le gare dei turni preliminari.
| Gol |  | Minuti giocati | Giocatore            | Squadra         |
| --- |  | -------------- | -------------------- | --------------- |
| 9   |  | 951'           | Andrij Ševčenko      | Milan           |
| 7   |  | 1079'          | Ronaldinho           | Barcellona      |
| 6   |  | 738'           | David Trezeguet      | Juventus        |
| 6   |  | 980'           | Samuel Eto'o         | Barcellona      |
| 5   |  | 681'           | Adriano              | Inter           |
| 5   |  | 720'           | Johan Micoud         | Werder Brema    |
| 5   |  | 932'           | Thierry Henry        | Arsenal         |
| 5   |  | 989'           | Kaká                 | Milan           |
| 4   |  | 369'           | Julio Cruz           | Inter           |
| 4   |  | 395'           | Filippo Inzaghi      | Milan           |
| 4   |  | 435'           | Vincenzo Iaquinta    | Udinese         |
| 4   |  | 627'           | John Carew           | Olympique Lione |
| 4   |  | 659'           | Peter Løvenkrands    | Rangers         |
| 4   |  | 694'           | Juninho Pernambucano | Olympique Lione |